# Mesbah Yazdi

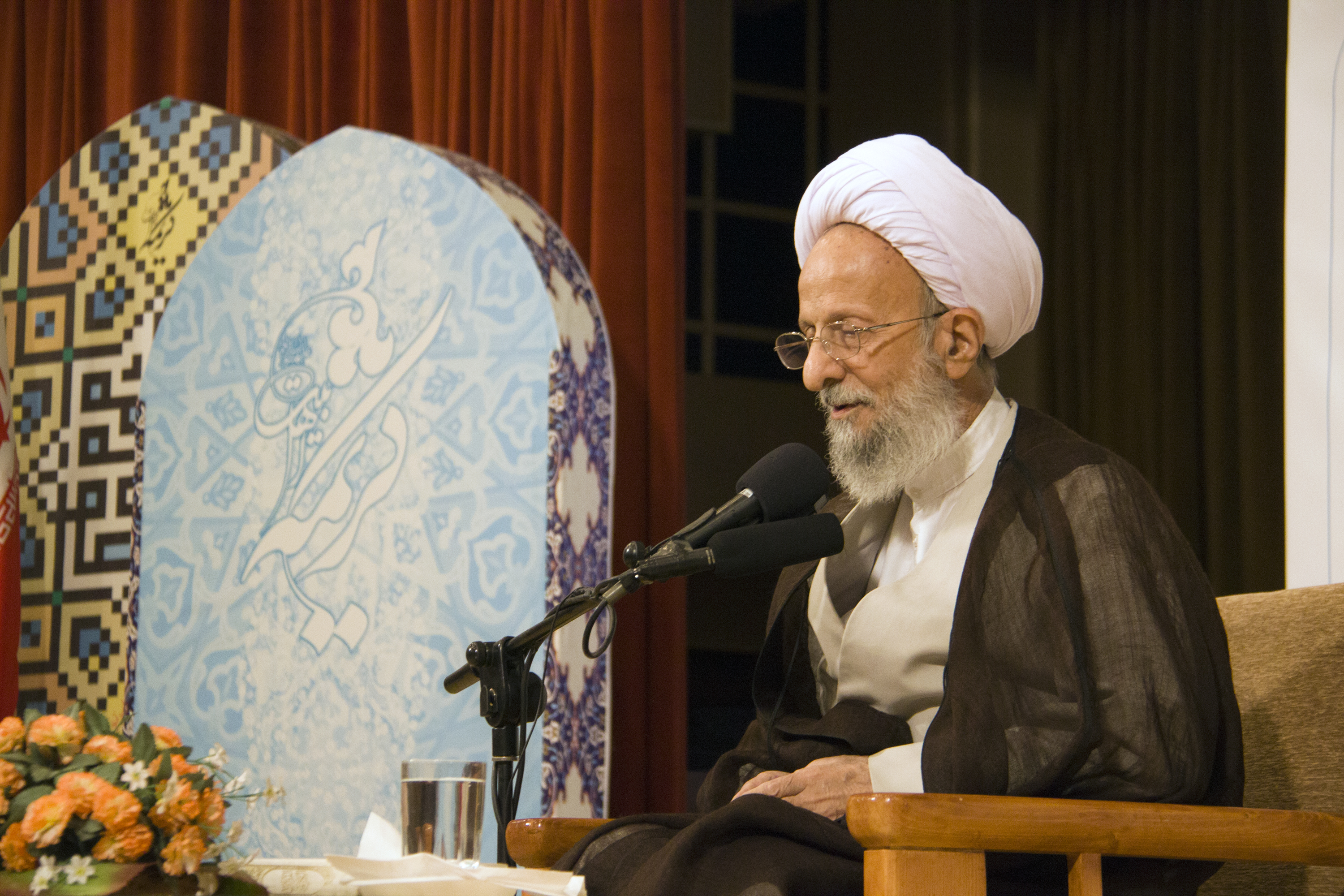
Mesbah Jasdi

Mohamad-Taghi Mesbah Yazdi, meist nur Mesbah Jasdi (aber auch Taqi Mesbah Yazdi, * 1934 in Yazd; † 1. Januar 2021), war ein schiitischer Ajatollah im Iran. Yazdi galt als fundamentalistischer Chefideologe des iranischen Regimes sowie geistiger Mentor des ehemaligen iranischen Staatspräsidenten Mahmud Ahmadinedschad.

## Ausbildung
Yazdi begann 1952 mit dem Studium der islamischen Theologie in Ghom und trat 1975 dort die Leitung der extremistischen Haghani-Schule an. Diese vertritt eine bestimmte, traditionalistische Version der Scharia. Zahlreiche Absolventen der Haqqani-Schule erhielten Eingang in höchste Kreise der iranischen Justiz, von Geheimdienst und Verfassungsorganen, der sogenannte „Haqqani-Zirkel“.
Weiterhin war Mesbah Yazdi Leiter des ebenfalls in Qom befindlichen Imam-Chomeini-Instituts, Zentrum für islamische Bildung und wissenschaftliche Studien, abgekürzt Qabas.

## Religiöse Ansichten
Als Leiter der Haqqani-Schule in Qom vertrat Mesbah Yazdi die Überzeugung, „dass die iranische Gesellschaft keine islamische Gesellschaft sei. Die Frauen spielten nicht die Rolle, die ihnen im Islam zugedacht sei. An den Schulen, Hochschulen, in den Fabriken und in den Behörden herrsche eine unislamische, schmutzige Moral. In den Bussen, in den Parks, in den Lehreinrichtungen, in den Behörden und an anderen Arbeitsplätzen müsse für eine strikte Trennung der Geschlechter gesorgt werden“. Demokratie, Freiheit und Menschenrechte hätten keinen Platz in der islamischen Theologie.
Yazdi war bekannt für seine fundamentalistischen Ansichten, z. B. verkündete er im Jahr 2000, dass „jeder, der den Islam beleidigt, getötet werden muss“. Mesbah Yazdi befürwortete nicht nur generell die Todesstrafe, sondern stellte diese als islamischen Grundsatz dar. „Jeder, der islamische Grundsätze wie diese infrage stelle, müsse auf der Stelle getötet werden.“
Er unterstützte ausdrücklich Märtyreroperationen und der Iran sollte zu diesem Zweck Märtyrereinheiten aufstellen, die im Falle eines Angriffs auf den Iran ausgeschickt werden sollen, um den Islam „zu verteidigen“. Wegen dieser radikalen Ansichten war Yazdi auch im religiösen Establishment des Iran umstritten, selbst innerhalb des konservativen Lagers.
Mesbah Yazdi war Mitglied, möglicherweise „De-facto-Kopf“ der Geheimgesellschaft Hojjatieh und wird als Chefideologe des Systems bezeichnet. Die „Hojjatieh“ hat ihre Zielrichtung in den Jahrzehnten ihres Bestehens mehrfach geändert und sich in den 2000er-Jahren den Thesen Yazdis angenähert.
Die „Hojjatieh“ ist eine Organisation, deren Zielsetzung häufig so beschrieben wird, dass sie dazu aufruft, durch das Stiften von Chaos, die Rückkehr des verborgenen Imams Mahdi zu beschleunigen. Nach einer unter einem Teil des schiitischen Klerus verbreiteten Vorstellung soll der Mahdi aus einem trockenen Brunnen in Dschamkaran bei Qom entsteigen, um seine Herrschaft anzutreten. Dafür wurde mit großem baulichem Aufwand eine Allee angelegt. Dschamkaran soll als Pilgerstätte mittlerweile bedeutender sein als Maschhad.
Yazdi sprach sich in einem Buch verklausuliert für den Bau von Atomwaffen aus. Der Iran sollte sich nicht der Möglichkeit berauben, „spezielle Waffen“, die bisher das Privileg einiger weniger Staaten seien, zu entwickeln. Bereits im Februar 2006 erklärte Yazdi über seinen Sprecher, dass der Einsatz von Atomwaffen als Gegenmaßnahme nicht der Scharia widersprechen würde.

## Politische Macht
Yazdi hatte während der iranischen Revolution unter Ruhollah Chomeini keine Führungsposition inne und gehörte nicht zum inneren Machtzirkel. Kritiker halten ihm vor, ein machthungriger Opportunist zu sein, der an keiner Anti-Schah-Demonstration teilnahm.
Erst unter Seyyed Ali Chamene'i gelang ihm der Aufstieg und Einzug in den Expertenrat, ebenso verdankt er ihm heute den Vorsitz über die religiöse Stiftung Qabas. Mesbah Yazdi bezeichnet den Iran nicht als Republik, da seiner Meinung nach, nur der Oberste Rechtsgelehrte eine Führungsbefugnis hat und diese absolut sei.
1990 (Wahlbezirk Chuzestan) und 1998 (Wahlbezirk Teheran, 9. Platz) wurde Yazdi in den Expertenrat gewählt. Der Expertenrat, der alle acht Jahre gewählt wird, hat die Aufgabe, den geistigen Führer Irans, den Revolutionsführer, einzusetzen und verfügt zumindest über die theoretische Möglichkeit, diesen auch wieder abzusetzen.
Am 15. Dezember 2006 (4. Wahlperiode) trat Yazdi als erster Kandidat des ultra-konservativen Lagers zu den Wahlen zum Expertenrat an, um den Vorsitz zu erringen. Sein wichtigster Gegenkandidat war Ali-Akbar Hāschemi Rafsandschāni, mit dem er sich im Vorfeld der Wahl einen erbitterten Wahlkampf lieferte. Der Wahlausgang war enttäuschend für Yazdi. Er landete auf dem siebten Platz, während Rafsandschāni die Wahl, für viele Beobachter überraschend, für sich entschied. Bei der Wahl zum Expertenrat 2016 schied Mesbah Yaszdi aus dem Expertenrat aus.

## Auswirkungen
Yazdi war der ideologische und geistige Mentor des ehemaligen iranischen Staatspräsidenten Mahmud Ahmadinedschad. Unter anderem wird berichtet, dass er Mahmud Ahmadinedschad bei der Präsidentschaftswahl 2005 unterstützt habe, indem er eine Fatwa erließ, die alle Anhänger der Basitschi-Miliz aufforderte, Ahmadinedschad zu wählen.
Yazdis eschatologische Ansichten, die grundsätzlich auf schiitischer Lehre basieren, spiegelten sich auch in der Rede wider, welche Mahmud Ahmadinedschad im September 2005 vor der UN-Vollversammlung hielt, als dieser flehentlich darum bat, dass der zwölfte Imam wiedererscheinen möge. Diese Erwartung der Rückkehr des „verborgenen Imam“ ist allerdings ein wesentlicher Bestandteil des schiitischen Islam. Es wird auch berichtet, dass die Versuche der iranischen Regierung, eine „zweite islamische Revolution“ zu starten und der ins Stocken geratenen islamischen Revolution im Iran zum Sieg zu verhelfen, durch Yazdi beeinflusst seien.
Zur umstrittenen Wiederwahl von Mahmud Ahmadinedschad anlässlich der Präsidentschaftswahl 2009 und dessen Bestätigung durch Revolutionsführer Ali Chamene’i bemerkte Mesbah Yazdi: „Wenn der Präsident die Unterstützung des herrschenden Rechtsgelehrten hat, kommt der Gehorsam gegen den Präsidenten dem Gehorsam gegen Gott gleich. [...] Wenn der oberste Führer den Präsidenten einsetzt, strahlt das Licht des obersten Führers auch auf den Präsidenten ab.“ Yazdi vertritt die Ansicht, dass die Richtlinien der Staatsführung von Gott kämen und durch den Revolutionsführer verkündet würden. Daneben vertritt er die Auffassung, dass Chatami und Rafsandschani die Ideale der islamischen Revolution verraten und das Land auf Abwege geführt zu haben. Der anzustrebende „lupenreine“ Gottesstaat müsse von allen verderblichen westlichen Einflüssen und von republikanischen Tendenzen gereinigt werden.
Gemäßigtere Kräfte im Iran gehen mittlerweile davon aus, dass Teile der Staatsführung inklusive Militär, Polizei und sonstiger Exekutive von Anhängern der Hojjatieh beherrscht werden. In diesem Zusammenhang ist auch die Aussage des ehemaligen Präsidenten Akbar Hāschemi Rafsandschāni zu verstehen, der nach der verlorenen Präsidentschaftswahl 2005 meinte, seine Niederlage sei einer gegen ihn gerichteten Verschwörung geschuldet.
Nationale Aufmerksamkeit erregten mehrere Verhandlungen vor verschiedenen Gerichten gegen sechs Mitglieder der Basidsch-e Mostaz'afin. Ihnen wurde vorgeworfen, im Jahre 2002 als Serienmörder in Kerman (Iran) fünf von 18 Menschen getötet zu haben. Die Angeklagten beriefen sich in ihrer Verteidigung explizit auf eine Fatwa von Mesbah Yazdi, die lautet: „der Mörder eines Abtrünnigen vom Islam, dessen Schuld nachweisbar sei, wird nicht verurteilt“ (Mahdur ul-Dam). 2007 hat der oberste iranische Gerichtshof die vorangegangenen drei Verurteilungen aufgehoben.

## Trivia
International bekannt wurde eine Karikatur von Nikahang Kosar, in der Mesbah Yazdi als „Krokodil“ erscheint. Yazdi, ein entschiedener Gegner der Pressefreiheit, stellt dabei eine mit Tränen überströmte Echse dar, die wehklagend ausruft: „Warum hilft mir denn keiner gegen diesen gedungenen Schreiberling?“ Als Schreiberling hatte sich der Nikahang Kosar selbst gezeichnet, der vom Schwanz der Echse erwürgt wird.